# White Light Moment
White Light Moment är en låt/singel med Tove Styrke skriven av Peter Ågren, Janne Kask och Styrke själv. Singeln släpptes den 25  oktober 2010 och låten finns även med på Styrkes debutalbum,  Tove Styrke som utkom i november samma år. "White Light Moment" är Styrkes andra singel.
"White Light Moment" används i Rädda barnens tv-reklam "Livets lotteri".[källa behövs]
Den 15 maj 2011 gick låten in på Svensktoppen.

## Listplaceringar
| Lista (2010-2011) | Topplacering |
| ----------------- | ------------ |
| Sverige           | 5            |

### Fotnoter
1. ↑  ”Svensktoppen”. 15 maj 2011. http://sverigesradio.se/sida/topplista.aspx?programid=2023&date=2011-05-15. Läst 22 maj 2011.
2. ↑  ”Listplacering”. http://hitparad.se/showitem.asp?interpret=Tove+Styrke&titel=White+Light+Moment&cat=s. Läst 22 maj 2011.